# مرط
المِرْط أو المِئزر هو لباس من قطعة واحدة، تُلف حول نفسها أو تُثبت بحزام. يغطي المرط الأعضاء التناسلية، وأحيانًا الأرداف. غالبًا ما تتدلى طياته من الأمام والخلف.